# العلاقات الماليزية المغربية
العلاقات الماليزية المغربية تشير إلى العلاقات الثنائية بين ماليزيا والمغرب. ماليزيا لديها سفارة في الرباط، والمغرب له السفارة في كوالالمبور.

## التاريخ
تشكلت العلاقات الرسمية بين المغرب وماليزيا في عام 1963. وفي عام 2010 قام عبد الخالد إبراهيم   رئيس وزراء ولاية سلاغور بزيارة عمل إلى المغرب. في حين أن وزير السياحة المغربي الأسبق  أيضا قام بزيارة إلى ماليزيا في العام نفسه.

## العلاقات الاقتصادية
هناك عدة اتفاقات ومذكرات تفاهم تم توقيعها بين البلدين. في عام 2008، إجمالي المبادلات التجارية بين ماليزيا والمغرب  وصل إلى ما يقرب من 65 مليون دولار. مجموع الصادرات الماليزية إلى المغرب وصلت إلى 50.6 مليون دولار في حين أن الصادرات المغربية إلى ماليزيا قيمتها حوالي 14.4 مليون دولار. الصادرات الماليزية تتمثل في  المنتجات الاستهلاكية، المنتجات الكهربائية والإلكترونية، البلاستيك، المواد الكيميائية والمنتجات المصنعة من المعادن والمنتجات ذات الأصل الحيواني، المنسوجات والملابس، منتجات المطاط، معدات النقل في حين أن صادرات المغرب  تتمثل في النحاس والمنتجات شبه المعدنية والسلع وغيرها من المنتجات.  الاستثمارات الماليزية في المغرب تتمثل أساسا في النفط والغاز كشركة بتروناس التي تستثمر بالمغرب في هذا المجال  وغيرها من الشركات الماليزية.

## الروابط الثقافية
يمكن العثور على العديد من المباني ذات معمار مغربي في بوتراجاي، وهي من الولايات الفدرالية لماليزيا الاتحادية والمركز الإداري للحكومات.

## أمن الحاسوب
تم توقيع مذكرة تفاهم بشأن أمن الكمبيوتر ليصبحا  شركاء في أمن الحاسوب.